# Limbes
Pour les articles homonymes, voir limbe.

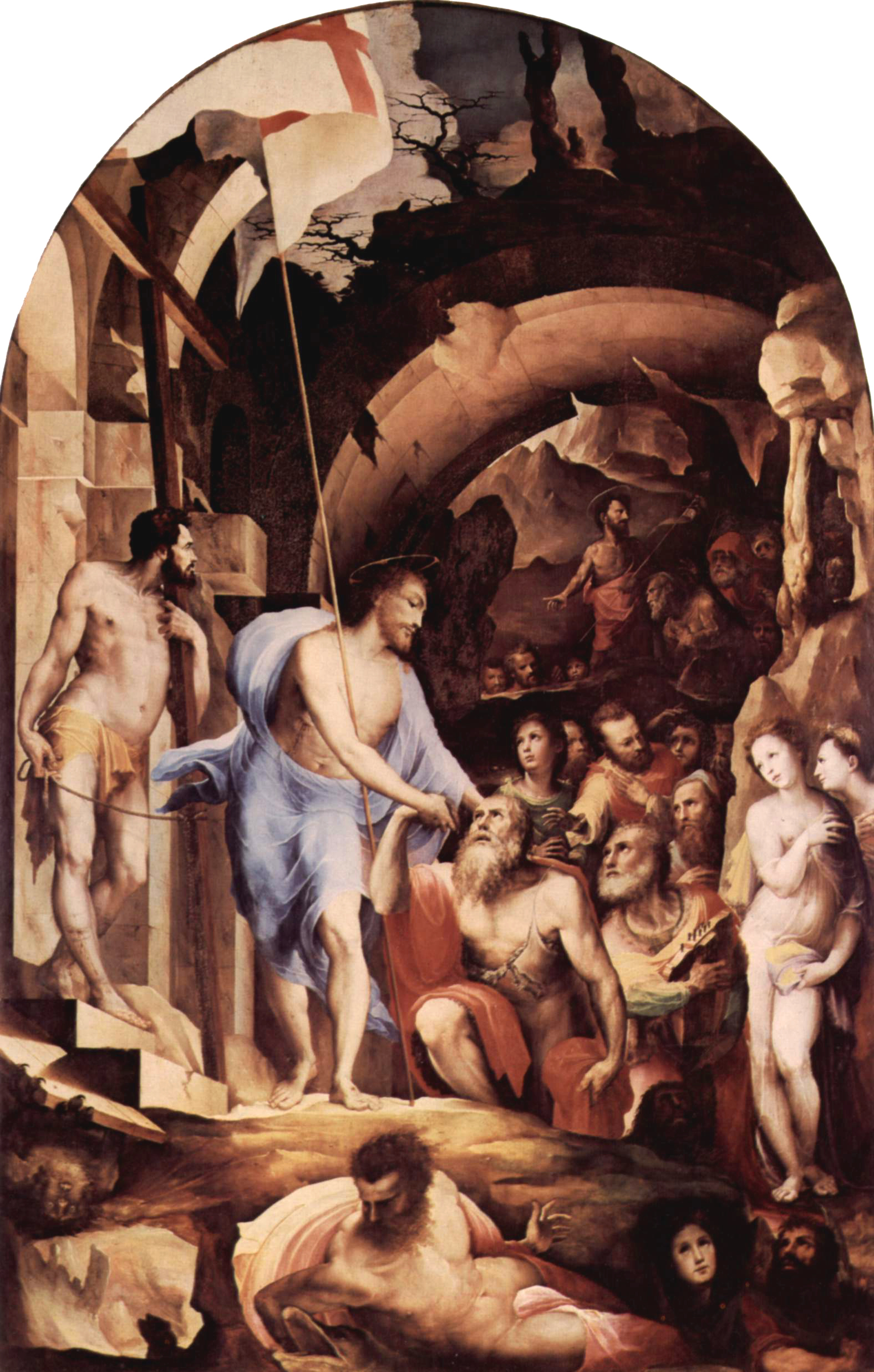
Descente du Christ dans les limbes par Domenico Beccafumi, Pinacothèque nationale de Sienne.

Dans le catholicisme, les limbes (du latin limbus, « marge, frange ») sont un état de l'au-delà situé aux marges de l'enfer. Par extension, les limbes sont un état intermédiaire et flou.
Le 20 avril 2007, la Commission théologique internationale de l'Église catholique a publié un rapport consultatif sur la question, déclarant que « la volonté salvifique universelle de Dieu et la médiation corrélativement universelle du Christ signifient que toutes les notions théologiques qui, en définitive, remettent en question la toute-puissance de Dieu, et en particulier sa miséricorde, sont inadéquates ». Le concept de « limbes » comme état dans lequel seraient les enfants non baptisés est donc « une vision trop restrictive du salut », contraire à la nature même de Dieu, miséricordieux et sauveur, et à la nature universelle du salut. « L'idée des limbes, que l'Église a employée pendant des siècles pour désigner le sort des enfants qui meurent sans baptême, n'a pas de fondement clair dans la Révélation, même si elle a été longtemps utilisée dans l'enseignement théologique traditionnel. » Cependant, cela « demeure une opinion théologique possible ».

## Définition
Le mot n'apparaît ni dans la Bible, ni chez les Pères de l'Église. Il n'apparaît qu'à la fin du XIIe siècle dans la pensée occidentale, qui distingue deux limbes : le limbus patrum et le limbus puerorum.

### Limbe des patriarches

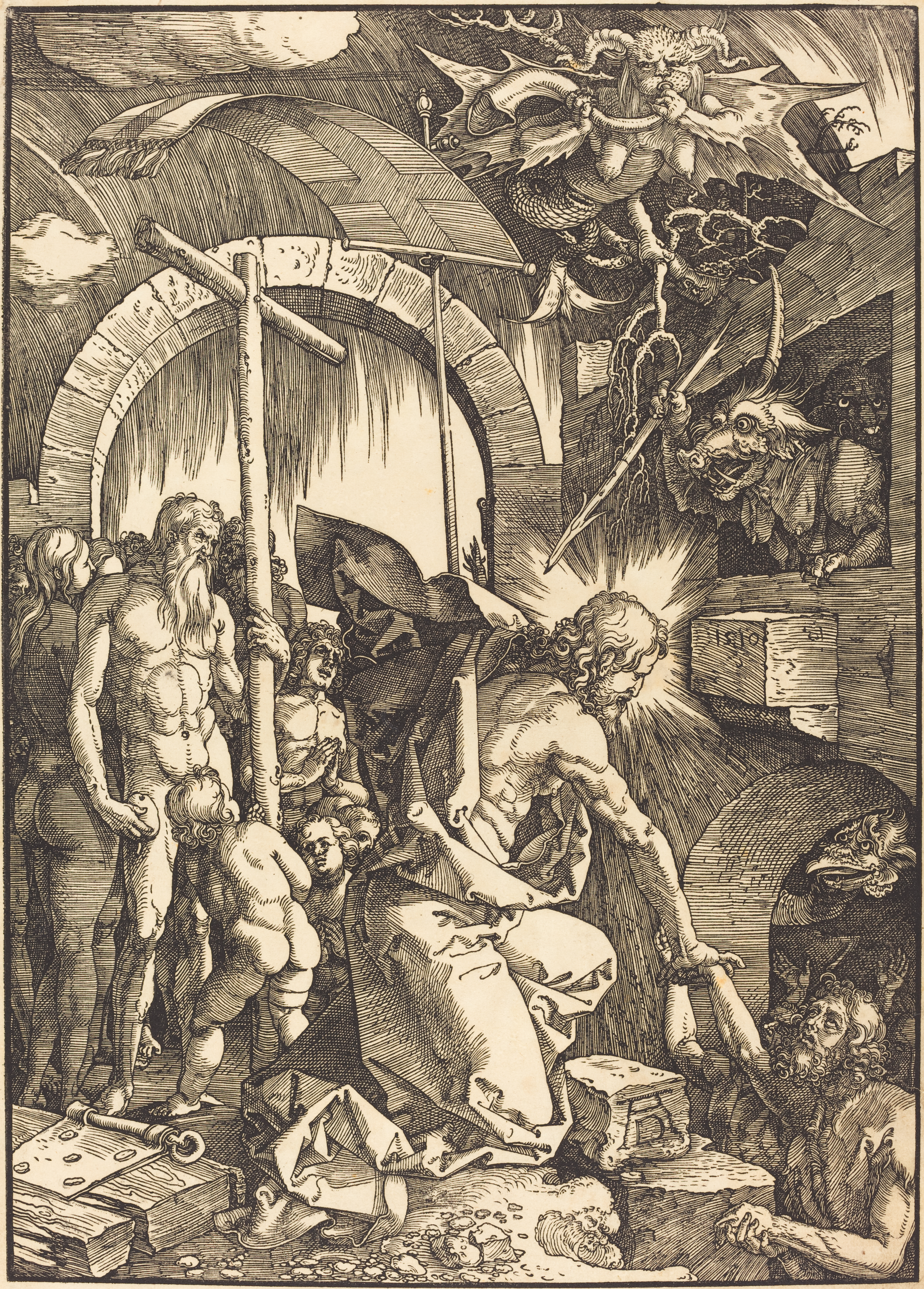
La Descente du Christ aux limbes par Albrecht Dürer, série de la Grande Passion, 1510..

Le limbus patrum (limbe des patriarches) reçoit les âmes des justes qui sont morts avant la résurrection de Jésus. Il correspond au « sein d'Abraham » mentionné dans l'Évangile selon Luc (16:22) : « Le pauvre mourut, et il fut porté par les anges dans le sein d'Abraham. » Ces âmes, qui ne peuvent entrer au paradis, scellé depuis la faute d'Adam, sont libérées par Jésus lors de sa descente aux enfers entre le Vendredi saint et le jour de Pâques. La tradition se fonde ici sur la première épître de Pierre, qui indique que Jésus « est allé prêcher aux esprits en prison » (3:19). Des légendes et textes du Moyen Âge ajoutent au récit de la Passion du Christ celui de sa descente au limbe de l'enfer. Au début du XVIe siècle encore, Albrecht Dürer figure la descente du Christ au limbe dans deux gravures sur bois de 1509 et 1510 et une gravure sur cuivre de 1512.

### Limbe des enfants
Le limbus puerorum (limbe des enfants) reçoit les âmes des enfants morts avant d'avoir reçu le baptême. Il correspond à la question du devenir de ces âmes qui, sans avoir mérité l'enfer, sont néanmoins exclues du paradis à cause du péché originel. Cette question, qui remonte aux premiers temps du christianisme, reçoit une réponse relativement floue de la part des premiers Pères de l'Église. Grégoire de Nysse (Sur les enfants morts prématurément) comme Grégoire de Nazianze (Discours, XL, 23) affirment que ces âmes ne sont pas destinées à souffrir dans l'au-delà, mais sans autre précision.
En avril 2007, la Commission théologique internationale publie un document selon lequel la théorie des limbes « n’a pas de fondement clair dans la Révélation, même si elle a été longtemps utilisée dans l’enseignement théologique traditionnel ». Et plus loin : « Outre la théorie des limbes (qui demeure une opinion théologique possible), il peut donc y avoir d’autres manières d’intégrer et de sauvegarder les principes de foi fondés dans l’Écriture. »

## Évolution de la doctrine catholique
Les limbes, en particulier les limbes des enfants, n'ont jamais été définis comme un dogme de l'Église catholique. Ils ont toutefois fait partie de sa doctrine officielle pendant quinze siècles.

### Affirmation originelle

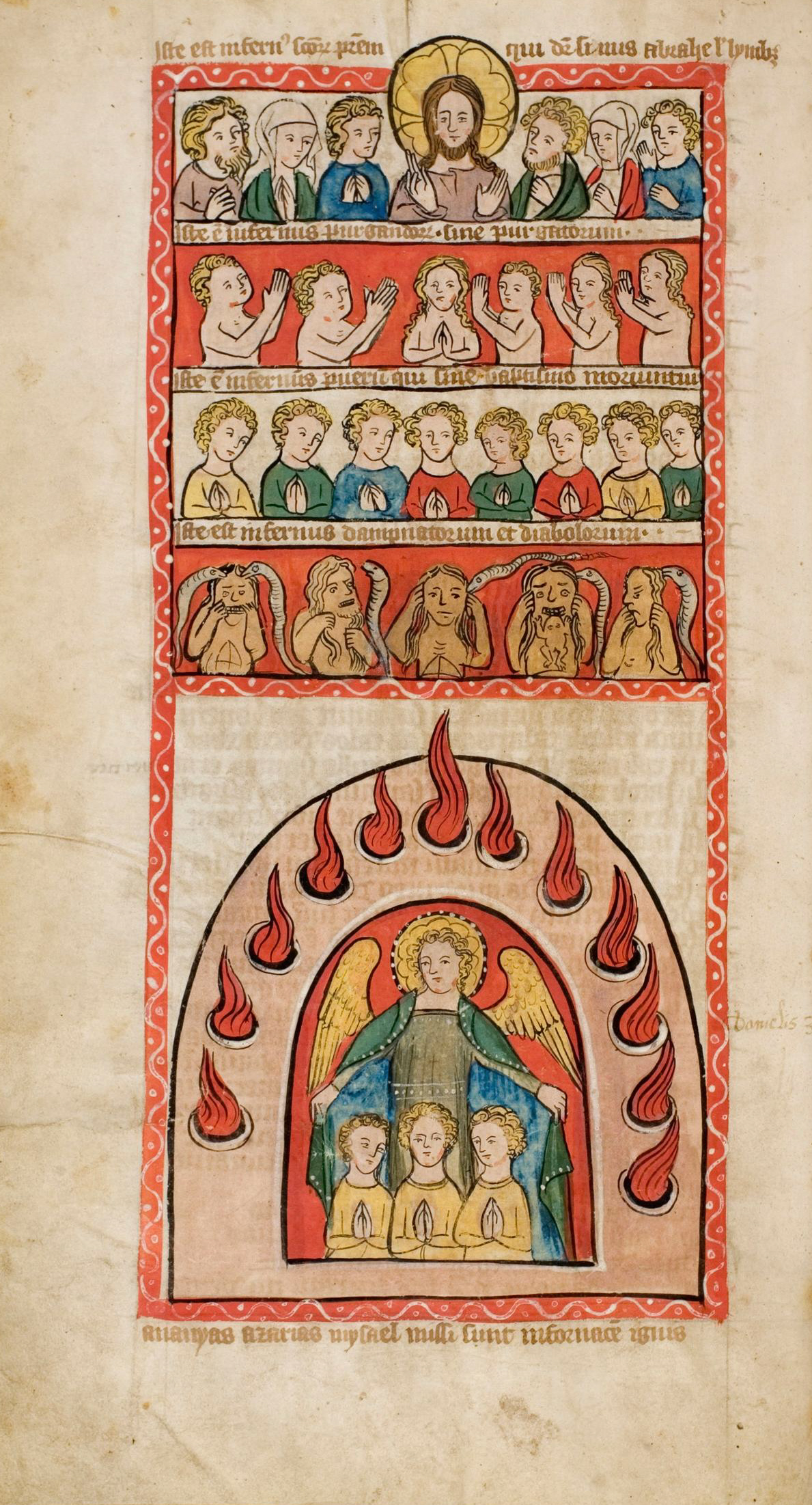
Le Speculum humanæ Salvationis, miniature anonyme, v. 1360.

Pour Augustin d'Hippone, il n'existe aucune possibilité de destin intermédiaire entre le paradis et l'enfer : les âmes des enfants non baptisés sont vouées à l'enfer, ce qui explique son insistance en faveur d'un baptême immédiat des enfants. En réaction au pélagianisme qui leur promet l’entrée dans la « vie éternelle », il fait condamner au concile de Carthage (418) l'idée d'un lieu intermédiaire accueillant les enfants morts sans baptême.
Depuis qu'Augustin a formulé la doctrine du péché originel, la théologie chrétienne a considéré le baptême comme indispensable au salut de l'âme et donc à la rédemption.
Au Moyen Âge, cette doctrine est toutefois atténuée. Dans le limbe des enfants, les âmes se trouvent dans un état intermédiaire : elles n'encourent pas les souffrances de l'enfer mais sont privées de la béatitude du paradis. La nature précise de cet état fait l'objet d'une controverse scolastique ; la question est de savoir si ces âmes souffrent du dam, c'est-à-dire de la privation de cette béatitude. Pierre Abélard (1079–1142) enseigne que les enfants non baptisés ne subissent pas de peines sensorielles, seulement la perte de la vision de Dieu.
Le pape Innocent III se démarque de la thèse augustinienne en disant, dans une lettre à l'archevêque d'Arles, que ceux qui meurent avec le seul péché originel souffriront de la privation de la vue de Dieu mais ne subiront pas d'autres peines.
Thomas d'Aquin, dans le De malo (q.5, art. 1-3), argumente en faveur de leur ignorance radicale de cette privation. En comparaison, explique-t-il, l'homme ne souffre pas de ne pouvoir voler dans les airs. Pour Thomas, les âmes de ces enfants jouissent donc d'un bonheur naturel : « Toute douleur est exclue de leur peine. »
Le dominicain Hugues Ripelin explique dans son Compendium theologicae veritatis (1268) que le limbus puerorum est supérieur à l'enfer des damnés.
Le concile de Ferrare (1431-1441) reprend la doctrine du concile de Carthage : le baptême est indispensable et les personnes qui meurent dans le seul état du péché originel vont en enfer, mais dans des souffrances inférieures à celles qu'entraînent les péchés mortels.

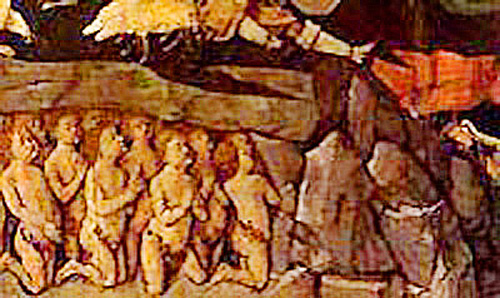
Enguerrand Quarton, le limbus puerorum (limbe des enfants), détail du Couronnement de la Vierge (1454).

L'attaque de John Wyclif contre la nécessité du baptême des nourrissons est condamnée par le concile de Constance. En 1547, le concile de Trente déclare que le baptême (ou le désir de baptême) est l'unique moyen de passer de l'état de l'« homme né enfant du premier Adam », à l'« état de grâce ».
L'existence des limbes se déduit d'un principe énoncé lors du concile Vatican I : ceux qui meurent avec le seul péché originel sont privés de la vision béatifique, tandis que ceux qui ont commis personnellement des péchés graves subiront en plus les tourments de l'enfer.
Le Catéchisme de Pie X (1905) mentionne le limbe des patriarches dans son chapitre 6 consacré au cinquième article du symbole de Nicée :« Les limbes [sont le] lieu où étaient les âmes des justes en attendant la Rédemption de Jésus-Christ. (…) Les âmes des justes ne furent pas introduites dans le paradis avant la mort de Jésus-Christ, parce que le paradis avait été fermé par le péché d’Adam et qu’il convenait que Jésus-Christ, dont la mort le rouvrait, fût le premier à y entrer. » Quant au limbe des enfants, le chapitre 5 précise : « Les enfants morts sans baptême vont aux Limbes, où il n'y a ni récompense surnaturelle ni peine ; car, souillés du péché originel, et celui-là seul, ils ne méritent ni le paradis ni non plus l'enfer ou le purgatoire. »

### Relativisation de la thèse
Jusqu'au XIXe siècle, plusieurs théologiens catholiques ont tenté de discuter, à titre individuel, du sort des enfants morts non baptisés. La réflexion théologique moderne, insistant volontiers sur l'idée de miséricorde de Dieu et de salut universel, a poursuivi l'évolution vers un possible salut des enfants morts sans baptême.
En 1952, Ludwig Ott envisage cette possibilité dans sa réflexion sur la dogmatique catholique, tout en présentant la notion de limbe comme la doctrine conventionnelle et établie. Il évoque à ce propos l'opinion de Thomas Cajetan, pour lequel les enfants morts dans l'utérus pouvaient être sauvés par le souhait de leur mère de les faire baptiser après la naissance.
Le IIe concile œcuménique du Vatican affirme dans la constitution dogmatique Gaudium et Spes (§22-5) promulguée en 1965 : « Puisque le Christ est mort pour tous, et que la vocation dernière de l'homme est réellement unique, à savoir divine, nous devons tenir que l'Esprit-Saint offre à tous, d'une façon que Dieu connaît, la possibilité d'être associé au mystère pascal. »
Le Catéchisme de l'Église catholique (1992) n'utilise plus le terme de « limbes » :
« Quant aux enfants morts sans baptême, l'Église ne peut que les confier à la miséricorde de Dieu, comme elle le fait dans le rite des funérailles pour eux. En effet, la grande miséricorde de Dieu qui veut que tous les hommes soient sauvés, et la tendresse de Jésus envers les enfants, qui Lui a fait dire « Laissez les enfants venir à moi, ne les empêchez pas » (Mc 10:14) nous permettent d'espérer qu'il y ait un chemin de salut pour les enfants morts sans baptême. D'autant plus pressant est aussi l'appel de l'Église à ne pas empêcher les petits enfants de venir au Christ par le don du saint baptême. (CEC-1261) »

### Abandon de la thèse
En 1984, le cardinal Ratzinger (futur Benoît XVI), alors préfet de la Congrégation pour la doctrine de la foi, considérait à titre personnel que la notion de limbes éternelles n'était qu'une hypothèse et que cette hypothèse pouvait être abandonnée. En 2004, la Commission théologique internationale a entamé une réflexion sur ce sujet. Lors de son assemblée plénière du 2 au 6 octobre 2006, elle a déclaré que « l'idée des limbes éternelles, comme lieu auquel sont destinées les âmes des enfants morts sans baptême, peut être abandonnée sans problème de foi. » Cette conclusion est confirmée en 2007.
« Il y a lieu de croire que Dieu pourvoit au salut de ces enfants, précisément parce qu'il n'a pas été possible de les baptiser,. »
D'après le document final, « Dieu n’a pas lié sa puissance aux sacrements au point de ne pouvoir sans eux conférer l’effet des sacrements (…) les petits enfants ne mettent aucun obstacle personnel sur le chemin du salut (…) Dieu peut donc donner la grâce du baptême sans que le sacrement soit conféré, et ce fait doit être particulièrement rappelé dans les cas où il serait impossible de conférer le baptême. »
Concernant les non-baptisés adultes, le document déclare que « la grâce de Dieu est à la portée de tous les hommes et sa providence embrasse tout. » Le concile Vatican II enseigne que Dieu ne refuse pas « les secours nécessaires à leur salut » à ceux qui, sans qu’il y ait faute de leur part, ne sont pas encore parvenus à une connaissance explicite de Dieu, mais qui, avec l’aide de la grâce, « travaillent à mener une vie droite ». Dieu illumine tous les hommes « pour que, finalement, ils aient la vie » (Vatican II, Constitution dogmatique Lumen gentium sur l’Église, no 1). 

La grâce « agit invisiblement » dans les cœurs de tous les hommes de bonne volonté. « Puisque le Christ est mort pour tous et que la vocation ultime de l’homme est réellement unique, à savoir divine, nous devons tenir que l’Esprit Saint offre à tous, d’une façon que Dieu connaît, la possibilité d’être associés au mystère pascal. »

## Les limbes dans le Coran
Dans la tradition musulmane, les limbes sont moins un lieu de résidence intermédiaire pour les morts qu'une antichambre du paradis. Le Coran décrit cette scène : au jour du jugement dernier, tous les humains seront ressuscités par Allah et se tiendront debout et nus sur Terre. Tandis que ceux dont le poids des bonnes actions sera plus grand que celui des mauvaises seront aux paradis et ceux dont les mauvaises œuvres seront plus lourdes que les bonnes seront en Enfer, il y aura ceux dont les bonnes et mauvaises actions auront un poids équivalent. Ils se trouveront sur Al-Araf, décrit comme une immense plateforme ou un mont. Ils regarderont les croyants qui sont aux paradis et les salueront, puis leurs visages seront tournés de force vers l'Enfer. Ils y verront les mécréants, reconnaîtront certains d'entre eux et les blâmeront pour leurs vices. Puis, devant leurs suppliques et leur repentance, Allah par sa miséricorde leur accordera le paradis.
1. Et entre les deux, il y aura un mur, et, sur al-Araf seront des gens qui reconnaîtront tout le monde par leurs traits caractéristiques. Et ils crieront aux gens du Paradis : "Paix sur vous ! " Ils n'y sont pas entrés bien qu'ils le souhaitent.
2. Et quand leurs regards seront tournés vers les gens du Feu, ils diront : "Ô notre Seigneur! Ne nous mets pas avec le peuple injuste".
3. Et les gens d'al-Araf, appelant certains hommes qu'ils reconnaîtront par leurs traits caractéristiques, diront : "Vous n'avez tiré aucun profit de tout ce que vous aviez amassé et de l'orgueil dont vous étiez enflés !"
4. Est-ce donc ceux-là au sujet desquels vous juriez qu'ils n'obtiendront de la part d'Allah aucune miséricorde...? - Entrez au Paradis ! Vous serez à l'abri de toute crainte et vous ne serez point affligés.

## Représentation dans les arts

### Peinture
- par Sophus Ritto
- par Andrea Mantegna : La Descente dans les limbes
- par Andrea di Bonaiuto da Firenze (1343-1377),
- par Benvenuto di Giovanni del Guasta (1491),
- par Hans Raphon (1499),
- par Gerolamo di Romano dit Il Romanino (1533-1534),
- par Domenico Beccafumi : La Descente du Christ dans les limbes, Pinacothèque nationale de Sienne.
- par Agnolo Bronzino, La descente du Christ aux limbes, 1552, Musée de l'Œuvre de Santa Croce, Florence.

### Sculpture et installation artistique
- par Andrea Briosco (bas-reliefs)
- Descent Into Limbo d'Anish Kapoor, 1992.

### Littérature
- par Dante Alighieri dans la Divine Comédie ;
- par Charles Baudelaire dans Les Fleurs du mal, d'abord intitulé Les Limbes ;
- par Casimir Delavigne dans le poème Les Limbes (XIXe siècle) ;
- par Antonin Artaud dans L'Ombilic des limbes ;
- par Michel Tournier dans Vendredi ou les Limbes du Pacifique ;
- par André Malraux dans Le Miroir des limbes ;
- par Jean-Bertrand Pontalis dans L’Enfant des Limbes, Paris, Gallimard, 1998 ;
- par Yu Hua dans Le Septième jour (2013).
- Luc et Christian Boltanski, Les Limbes (opéra-installation) livret  (ISBN 9782915794144), mai 2006.

### Cinéma
- Inception
- Pirates des Caraïbes
- Au-delà de nos rêves
- Harry Potter et les Reliques de la Mort : 2e partie
- The Tree of Life
- Dans une galaxie près de chez vous 2

### Séries télévisuelles
- Life on Mars
- Ashes to Ashes
- Lost
- Charmed
- Once Upon a Time
- Supernatural
- Legacies

### Jeux vidéo
- Limbo
- Devil May Cry
- Inferno
- Dofus[23]
- The Legend of Zelda: Skyward Sword (combat contre l'Avatar du Néant)

### Musique
- In Limbo, de Radiohead, sur l'album Kid A

## Sens figuré
Au figuré, les limbes indiquent un état incertain, indécis que l'on retrouve dans l'expression « ce projet est resté dans les limbes ».

### Sources
- Jacques Gélis, Les enfants des limbes. Mort-nés et parents dans l'Europe chrétienne, Paris, Audibert, 2006.
- Giordano Berti, « Le Limbe », in Les Mondes de l'Au-Delà, Gründ, Paris 2000.
- Coran, sourate 7 : Al-Araf.
- Commission théologique internationale (trad. de l'anglais par l'abbaye de Fontgombault), L’espérance du salut pour les enfants qui meurent sans baptême [« The Hope of Salvation for Infants Who Die without Being Baptised »], Rome, 2007 (lire en ligne)
- [Hennaux 2013] Jean-Marie Hennaux, « Faut-il encore parler des limbes ? », Nouvelle Revue théologique, t. 135 (no 2003/4),‎ octobre – décembre 2013, p. 1re partie (« Varia »), art. no 2, p. 549-568 (DOI 10.3917/nrt.354.0549, résumé, lire en ligne, consulté le 1er mars 2018).
- [Morel 2004] Marie-France Morel, « La mort d'un bébé au fil de l'histoire », Spirale, no 31 (2004/3) : « Mort d'un bébé, deuil périnatal : témoignages et réflexions »,‎ juillet – septembre 2004, p. 1re partie (« Le dossier »), art. no 3, p. 15-34 (DOI 10.3917/spi.031.0015, lire en ligne, consulté le 1er mars 2018).